# Ткачук Микола Платонович
Ткачук Микола Платонович (нар. 19 серпня 1949, с. Золотолин, нині Україна) — український літературознавець, критик, педагог, член Національної спілки письменників України (2003). Брат Петра Ткачука. Доктор філолологічних наук (1998), професор. Заслужений діяч науки і техніки України (2009).

## Життєпис
Микола Платонович Ткачук народився 19 серпня 1949 року в селі Золотолині, нині Костопільського району Рівненської області України.
Закінчив Житомирський педагогічний інститут (1971, нині університет).
Працював учителем французької та української мови й літератури в середній школі в рідному селі (1971—1974), викладач педагогічного інституту в місті Рівному (1975—1976, нині гуманітарний університет); від 1980 — в Тернопільському педагогічному інституті (нині ТНПУ)

## Наукова діяльність
Захистив кандидатську дисертацію 1979 р., докторську — 1998 р. З 1980 р. працює в Тернопільському національному педагогічному університеті ім. В. Гнатюка, нині професор, завідувач кафедри історії української літератури, екс-декан філологічного факультету. Досліджує історію українського письменства, його наративну стратегію та дискурсивну практику, відбиття в мистецтві слова національних, етичних й естетичних змін, моделювання назрілих потреб у цих змінах і доконечної необхідності їх, вивчає естетичні концепції митців, їх ідеали й поетику, проблеми простору й часу, структурну організацію текстів. У своїх працях поєднав традиції вітчизняної школи літературознавства з методологією французьких структуралістів групи «TeI QueI». Як літературний критик з'ясовує закономірності літературного процесу ХХ — поч. XXI ст.

## Доробок
Микола Ткачук — автор понад 200 наукових праць.
Редактор «Наукових записок. Серія: Літературознавство» Тернопільського національного університету імені Володимира Гнатюка. Член спеціалізованих рад по захисту докторських та кандидатських дисертацій Київського національного університету імені Тараса Шевченка і Тернопільського національного університету імені Володимира Гнатюка.
Наукові праці Ткачука опубліковані в Білорусі, Польщі, РФ, Югославії та інших країнах.

### Книги
- «Стиль балад Л. Боровиковського» (1991),
- «Естетична концепція дійсності в бориславському циклі творів І. Франка» (1992),
- «Поезія як утвердження. Проблеми розвитку поезії русинів-українців Югославії 70-90-х рр. ХХ ст.» (1993),
- «Богдан Бойчук. Степан Сапеляк. Компендій творчості поетів» (1994),
- «Естетична концепція людини в „Енеїді“ І. Котляревського» (1995),
- «Західноєвропейська романна традиція і жанрова матриця роману „Основи суспільності“ І. Франка» (1995),
- «Жанрова структура романів І.Франка» (1996),
- «Концепт натуралізму і художні шукання в „Бориславських оповіданнях“ І.Франка»" (1997),
- «Парадигма світу збірки „З вершин і низин“ І. Франка» (1997),
- «Українська поезія останньої третини Х1Х століття: основні тенденції розвитку й естетична стратегія» (1998),
- «Лірика Маркіяна Шашкевича» (1999),
- «Інтерпретація. Літературно-критичні статті, творчі портрети українських поетів ХХ століття» (1999),
- «Поетика балад Левка Боровиковського» (2000),
- «Українська література. Підручник для 11 класу» (2002),
- «Історія української літератури 70-90-х рр. Підручник для вузів» (1999, у співавторстві Гнідан О. Д., Гуляк А. Б., Дем'янівська Л. С.),
- Історія української літератури XIX століття (2002, у співавторстві Гнідан О. Д, Поплавська Н. М.),
- «Срібне перо. Хрестоматія з української літератури. 11 клас: У 2 ч.» (2004, у співавторстві Семенюк Г. Ф., Гуляк А. Б.).